# Trăn anaconda xanh
Trăn anaconda xanh còn gọi là Trăn anaconda hay Trăn boa nước có danh pháp khoa học Eunectes murinus là một loài rắn nước khổng lồ trong họ Trăn Nam Mỹ. Loài này được Linnaeus mô tả khoa học lần đầu tiên vào năm 1758. Đây là loài rắn lớn nhất và nặng nhất còn tồn tại.
Anaconda xanh là loài rắn nặng nhất thế giới và là một trong những loài rắn dài nhất thế giới, khi trưởng thành tối thiểu dài tới 5,21 m và nặng 79,5 kg. Các mẫu trưởng thành điển hình trung có thể dài 6,25- 7,53m, con cái khi trưởng thành thường lớn hơn con đực. Trọng lượng ít được nghiên cứu hơn, được thống kê từ 152,7 kg đến 226,7 kg, ở những cá thể lớn chúng có thể dài 9,31m và nặng 350,8 kg . Đây là loài rắn lớn nhất của châu Mỹ, mặc dù nó hơi ngắn hơn trăn gấm, nhưng nó mập mạp hơn nhiều: một cá thể anaconda xanh dài 9,31m sẽ có thể so sánh với một cá thể trăn gấm có chiều dài 9,75 m. Trăn Anaconda xanh là loài nặng nhất trong tất cả loài rắn còn tồn tại hoặc bò sát có vảy trên thế giới, chúng có cân nặng lên đến 350,8 kg, trong khi trăn gấm chỉ nặng 282,5 kg. Các báo cáo về những con anaconda dài 15 m (45 ft) cũng tồn tại, nhưng những tuyên bố như vậy cần được xem xét một cách thận trọng, vì không có mẫu vật nào có độ dài như vậy được gửi vào bảo tàng và thiếu bằng chứng xác nhận.

## Hình ảnh

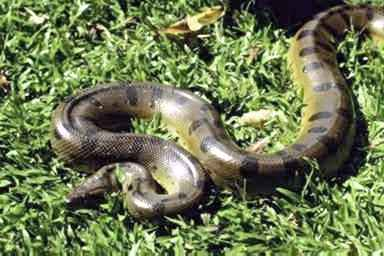
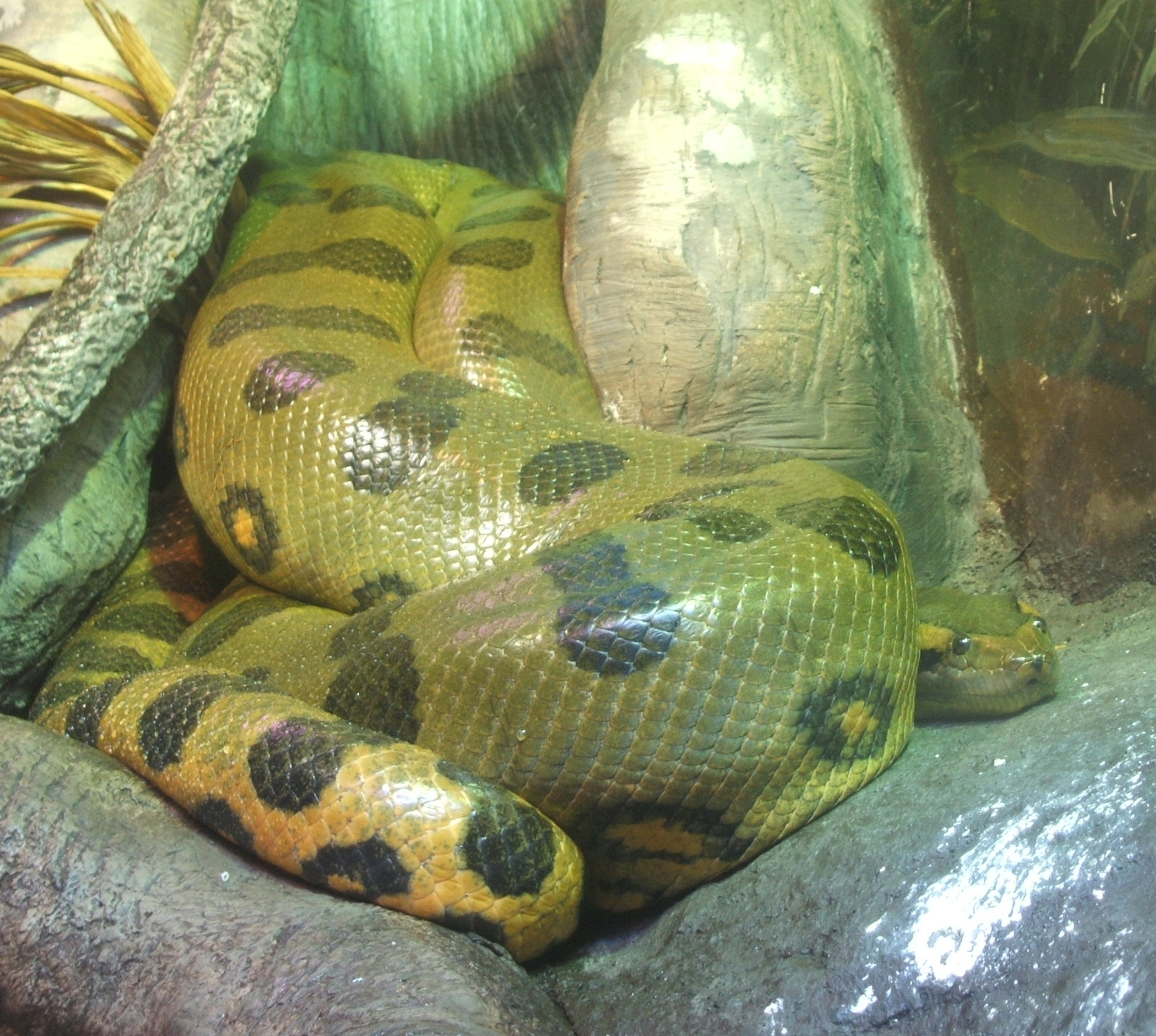
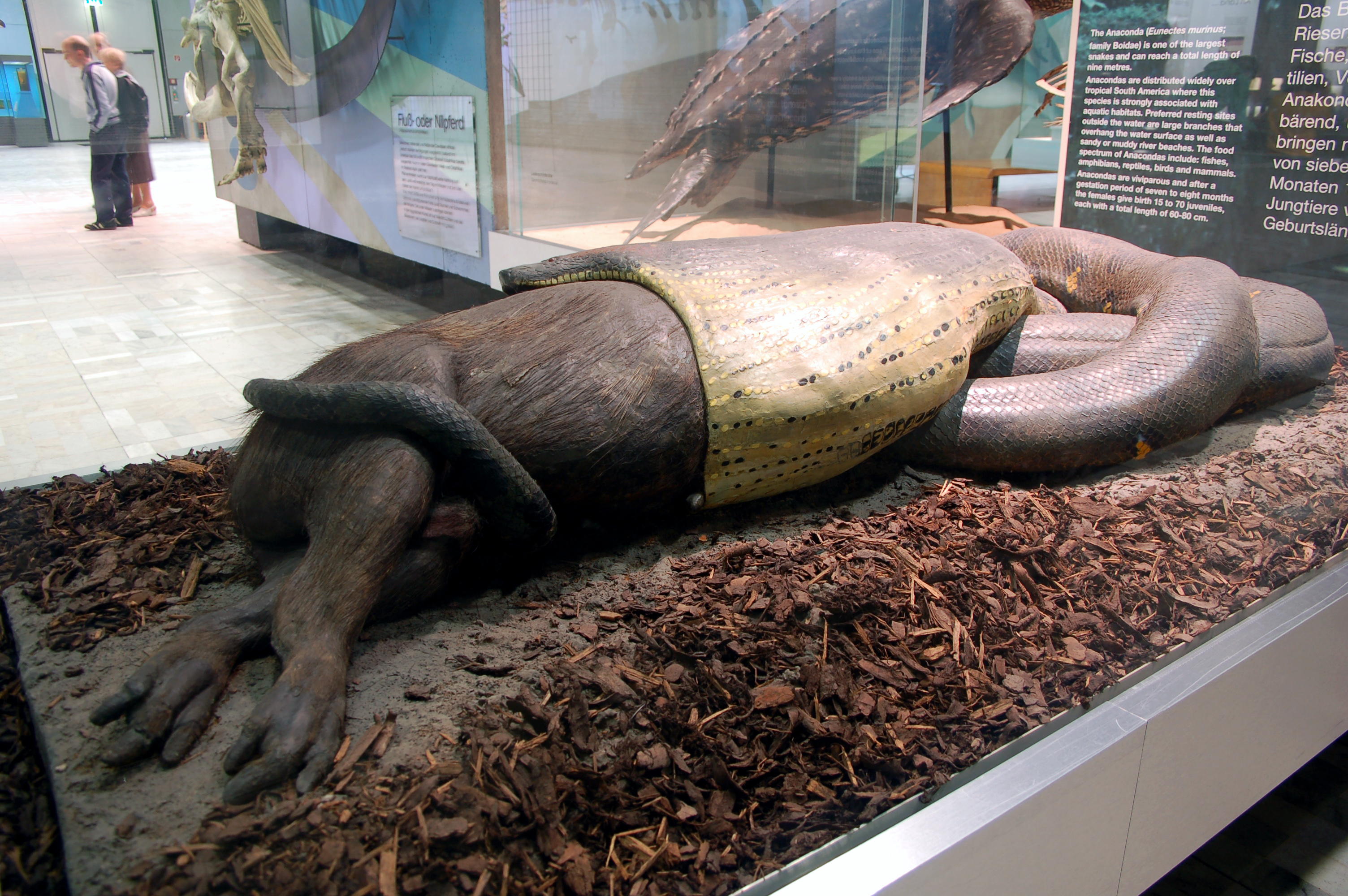
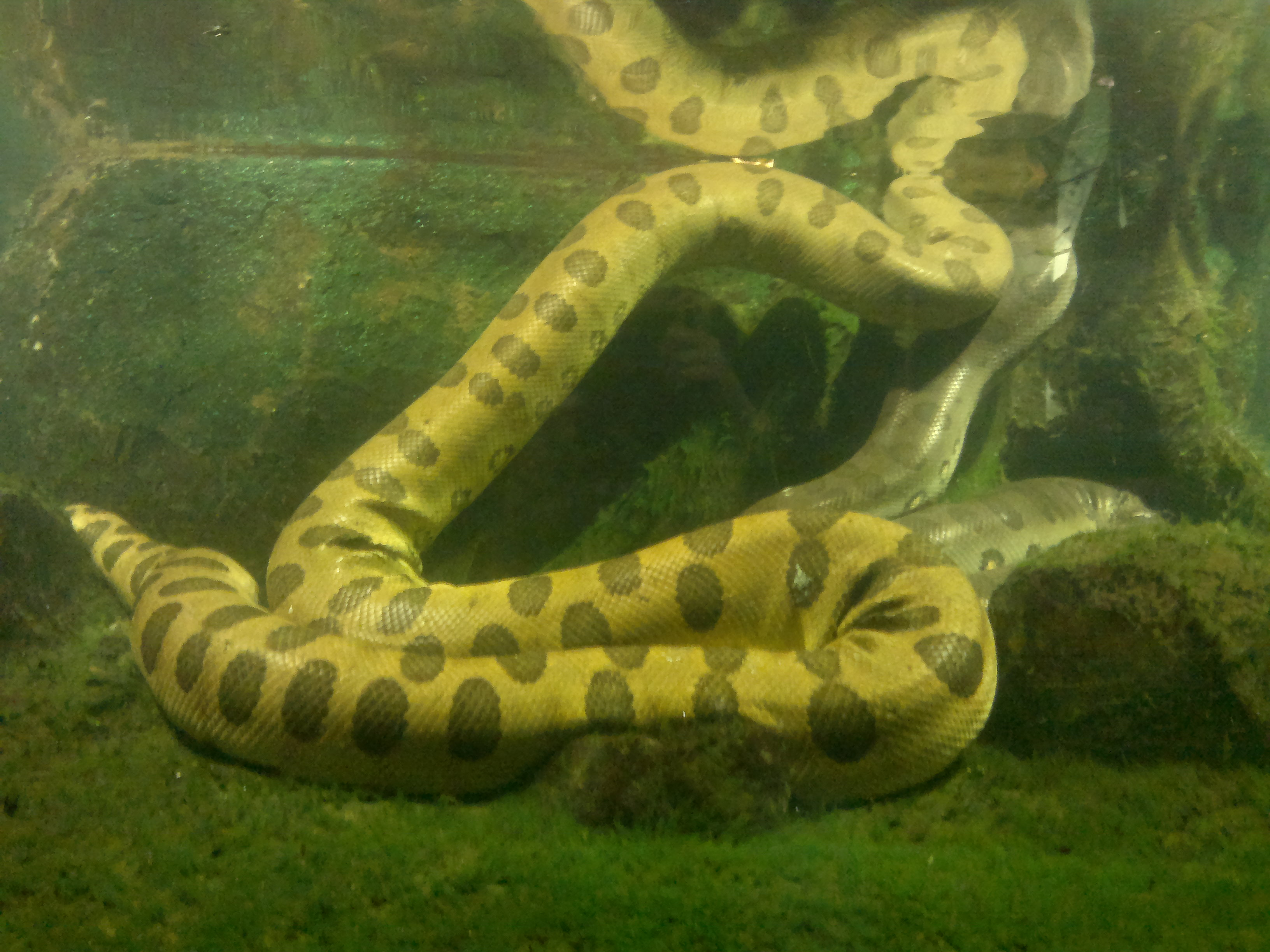